# Ernest Dainty
Ernest Herbert Dainty [ˈdɛɪnti] (* 30. September 1891 in London; † 30. Oktober 1947 in Toronto) war ein kanadischer Pianist, Organist, Komponist und Dirigent.
Dainty kam zehnjährig nach Toronto und studierte am dortigen College of Music Klavier bei Frederick Herbert Torrington. Bereits zwölfjährig tourte er als Pianist durch Kanada. Von 1907 bis 1911 setzte er seine Ausbildung bei Jaroslaw de Zielinski in Buffalo fort, anschließend studierte er an der Canada Academy of Music Violine, Klavier bei Peter C. Kennedy und Harmonielehre bei Luigi von Kunits. Von 1912 bis 1914 war er Schüler von Leopold Godowsky in Wien.
Er war Soldat im Ersten Weltkrieg und gab danach Klavier- und Orgelkonzerte im kanadischen Rundfunk, wobei er sich einen besonderen Ruf als Chopin-Interpret erwarb. Er arbeitete als Kammermusiker und dirigierte das Canadian General Electric Orchestra der CBC.
1929 gründete er den Toronto Hebrew Male Chorus, daneben wirkte er als Kantor an verschiedenen Kirchen der Stadt. Als Komponist trat Dainty vor allem mit Klavier- und Violinwerken sowie Werken für Streichtrio und -orchester hervor. Der Song Carry On aus seiner Filmmusik zu Carry On Sergeant (1928) wurde während des Zweiten Weltkrieges populär.